# The Hangover Part III
The Hangover Part III (bra: Se Beber, Não Case! Parte III; prt: A Ressaca - Parte III) é um filme de comédia estadunidense, produzido pela Legendary Pictures e distribuído pela Warner Bros Pictures. É a sequência de The Hangover Part II, lançado em 2011, e o terceiro e último filme  da franquia The Hangover. O filme é estrelado por Bradley Cooper, Ed Helms, Zach Galifianakis e Justin Bartha, com Todd Phillips dirigindo um roteiro escrito por ele e Craig Mazin. The Hangover Part III foi lançado em 24 de maio de 2013 nos Estados Unidos.

## Sinopse
Dois anos depois dos eventos de The Hangover Part II, Leslie Chow (Ken Jeong) escapa de uma prisão de segurança máxima na Tailândia. Enquanto isso, na Califórnia, Alan Garner (Zach Galifianakis) causa um acidente em uma rodovia quando a girafa que estava transportando é decapitada por um viaduto. Ao discutir o ocorrido e como Alan não está ajudando as pessoas, seu pai, Sid (Jeffrey Tambor), acaba sofrendo um ataque cardíaco fulminante. No funeral, o cunhado de Alan, Doug (Justin Bartha), informa aos amigos Phil (Bradley Cooper) e Stu (Ed Helms) que Alan está descontrolado, deixando de tomar seus remédios para TDAH.
O "Bando de Lobos" decide ajudar nos planos de mandar Alan para uma clínica no Arizona. Porém, no percurso, são atacados pelos homens do criminoso Marshall (John Goodman), chefe do traficante Doug "Negro" (Mike Epps), que vendera a Alan as drogas que causaram os eventos de The Hangover. Marshall informa que Chow havia roubado metade de US$42 milhões em ouro que os homens de Marshall roubaram de um sheik árabe, e como Alan era o único que tinha conseguido se comunicar com Chow na prisão, seria a chave para descobrir onde o ouro roubado está. Doug é mantido refém por Marshall enquanto este dá ao "Bando de Lobos" três dias para localizar Chow.
Alan marca um encontro com Chow em Tijuana, no México, mas Chow logo percebe a armação e os obriga a dizer a verdade, então eles confessam que estão trabalhando para Marshall. Chow então trama um plano para recuperar o dinheiro restante do porão de uma casa mexicana. Stu, Alan e Phil invadem a casa com sucesso e recuperam o ouro, mas Chow prende eles no porão, rearma o sistema de segurança e foge. Eles são presos, mas misteriosamente liberados, e então apanhados por uma limusine que os leva para se encontrarem com Marshall. Eles descobrem então que Chow havia mentido para eles, e na verdade a casa não era dele e o ouro que eles haviam roubado era a outra metade que já estava com Marshall. Surpreendentemente, Marshall os perdoa, e mata Doug Negro por ele "ter sido incapaz de deter três debiloides e um chinês maluco". E ainda lhes empresta a limusine, já que Chow levou a minivan de Phil. Eles então voltam a procurar Chow e descobrem que ele está no Caesars Palace. Phil e Alan tentam entrar em sua suíte pelo telhado, mas Chow escapa saltando de paraquedas. Stu então alcança Chow e prende-o no porta-malas da limusine.
O grupo de amigos marca de se encontrar com Marshall e levam o ouro, assim Doug é liberado. Tempos depois, eles perceberam que Alan havia liberado Chow, que sai da limusine e mata Marshall. E ameaça matar Phil por tê-lo trancado no porta-malas, mas o poupa depois de Alan o enfrentar. Durante a despedida, eles escondem o corpo de Marshall na limusine e Alan se despede de Chow e diz que não podem mais se ver. Mais tarde, Alan se despede deles e diz que vai ficar para se encontrar com Cassie. Meses mais tarde Stu, Phill e Doug vão se encontrar com Alan para o seu casamento.
Numa cena no meio dos créditos, eles acordam novamente sem memória, com Doug desaparecido e Stu de silicone, antes de Alan falar que o bolo de casamento foi presente de Chow, que aparece nu falando sobre a noite.

## Elenco
- Bradley Cooper como Phil Wenneck[8]
- Ed Helms como o Dr. "Stu" Stuart Price[8]
- Zach Galifianakis como Alan Garner[8]
- Justin Bartha como Doug Billings[9]
- Ken Jeong como Leslie Chow[10]
- Heather Graham como Jade[11]
- Jeffrey Tambor como Sid Garner[12]
- Gillian Vigman como Stephanie Wenneck[12]
- Sasha Barrese como Tracy Billings[13]
- Jamie Chung como Lauren Price[12]
- John Goodman como Marshall[14]
- Mike Epps como Doug Negro[15]
- Melissa McCarthy como Cassie[16]
- Lela Loren como uma policial[17]

## Produção

### Desenvolvimento e pré-produção
Em maio de 2011, dias antes do lançamento de The Hangover Part II, o diretor Todd Phillips disse: "já existem planos para um terceiro filme, mas nenhum roteiro ou data de início." Sobre a possibilidade de The Hangover Parte III, Phillips declarou: "Se eu tivesse que fazer um terceiro — eu honestamente ainda não falaria a respeito, já que terminamos o novo filme há pouco tempo —, se o público quisesse de verdade, acho que temos uma boa ideia para conduzir. E não seria nada igual à fórmula que vocês viram nestes filmes. O terceiro filme seria como um grande final. Se o plano for realizá-lo, estou de braços abertos" Também em maio, Craig Mazin, que co-escreveu The Hangover Part II, entrou negociações adiantadas para escrever o roteiro para o terceiro filme.
Em dezembro de 2011, Bradley Cooper apareceu em The Graham Norton Show, programa do canal britânico BBC, para promover o lançamento de The Hangover Part II em DVD e Blu-ray, onde ele afirmou que tinha "esperanças" de que The Hangover Parte III inicie as filmagens em setembro de 2012, também declarou que Todd Phillips estava trabalhando no roteiro e falou que o filme se ambientaria em Los Angeles. Em janeiro de 2012, foi relatado que as ofertas para as estrelas Bradley Cooper, Zach Galifianakis e Ed Helms foram se aproximando, para eles reprisar seus papéis no terceiro filme, cada um recebendo $ 15 milhões de dólares para sua participação. Em fevereiro de 2012, o ex-boxeador Mike Tyson confirmou que vai retornar no terceiro filme, embora mais tarde ele disse ao TMZ: "eu não faço ideia do que está acontecendo. Eu não estou no filme."
Em 22 de março de 2012, a Warner Bros anunciou que estava a avançar com a sequência e programou o lançamento novamente para o feriado Memorial Day, que foi em 24 de maio de 2013. Em junho de 2012, foi confirmado que o terceiro filme voltaria a ser filmado em Las Vegas, na Las Vegas Strip e no Caesars Palace. O relatório afirma que grande parte do filme também seria filmado em Los Angeles e Tijuana e incluem um enredo que envolve os meninos resgatar Alan de um hospital psiquiátrico.
Em julho de 2012, Ken Jeong assinou o contrato para voltar em um papel significativamente expandido. Na semana seguinte, Mike Epps entrou em negociações para reprisar seu papel de Black Doug. Em agosto de 2012, foi relatado que Heather Graham interpretaria a stripper Jade novamente. Alguns dias depois, Sasha Barrese foi definida para reprisar a personagem Tracy, que é a esposa de Doug, interpretado por Justin Bartha. Também em agosto, John Goodman começou negociações para se juntar ao elenco em um pequeno papel, descreveu ele como um antagonista semelhante com o personagem de Paul Giamatti em The Hangover: Part II. Em setembro, Bartha declarou em The Stephanie Miller Show que ele já tinha assinado o contrato para retornar na continuação.

### Filmagens
As filmagens começou em uma segunda-feira, 10 de setembro de 2012 em Los Angeles, Califórnia. Em 8 de outubro de 2012, a produção mudou-se para Nogales, Arizona. Em 20 e 21 de outubro, um trecho da rodoviária Toll Road 73 Condado de Orange, Califórnia, foi fechado para as filmagens. No final do mês, a produção se mudou para Las Vegas para várias semanas de filmagens. As filmagens veio a concluir em Las Vegas em uma sexta-feira, 16 de novembro de 2012.

## Recepção
The Hangover Part III recebeu geralmente avaliações negativas dos críticos especializados e em comparação com outros filmes, ele foi considerado como o pior da série. Rotten Tomatoes concede ao filme uma pontuação de 20%, com base em 177 avaliações com uma classificação média de 4 de 10. No Metacritic, o filme possui uma média ponderada, com pontuação de 30 em 100 com base em opiniões de 36 críticos especializados. Pesquisas de audiência realizadas pela CinemaScore deu ao filme uma classificação 'B'.
Andrew Barker do Variety, deu ao filme uma crítica negativa, escrevendo que "a trama enrolada e ridícula não é o verdadeiro problema. Ao contar a história de maneira completamente cronológica - e, pior anda, sóbria - as maluquices do filme parecem tolamente arbitrárias como não tinha acontecido nos filmes anteriores". Stephen Farber do The Hollywood Reporter escreveu: "os espectadores jovens procurando piadas grosseiras ficarão decepcionados, assim como outros espectadores, procurando algo mais do que alguns risos. Este filme é como um balão brilhante e colorido, com todo o seu sopro cômico vazando". Steven Holden do The New York Times chamou de The Hangover Part III de "sem perspicácia, com olhos vidrados e juntas doloridas, estes homens fãs de festas tentam em vão provocar algum entusiasmo durante a visita a Las Vegas, local do primeiro The Hangover. Mas eles não parecem estar muito envolvidos". André Miranda de O Globo relatou que o filme perdeu "a dinâmica do grupo em nome de uma centralização excessiva em apenas dois personagens, com piadas fáceis, feitas especialmente para Zach Galifianakis e Ken Jeong tentarem arrancar os risos da plateia". Odie Henderson do Chicago Sun-Times escreveu que "embora Phillips tenha habilidade para as sequências de ação, ele e o co-roteirista Craig Mazin não conseguem conjugar [ação e comédia] nesta história".
Francisco Russo do AdoroCinema concedeu 3 de 5 estrelas ao filme, e escreveu que "apesar de ser bem diferente dos demais filmes da série, The Hangover! Part III não é ruim. Pelo contrário, chama a atenção justamente pela ousadia e a aposta no diferente. Entretanto, é preciso ressaltar que o filme está longe de provocar gargalhadas como nos episódios anteriores e que, nesta nova proposta, os personagens de Bradley Cooper e Ed Helms foram reduzidos a coadjuvantes de Alan e Chow, sem que algo realmente relevante aconteça a eles".